# Abu Omar al-Shishani
Tarkhan Tayumurazovich Batirashvili (en georgiano: თარხან ბათირაშვილი; 11 de febrero de 1986-14 de marzo de 2016), conocido por su nombre de guerra Omar al-Shishani (en árabe : أبو عمر الشيشاني), fue un yihadista georgiano de origen checheno que sirvió como comandante del Estado islámico en Siria, y anteriormente como un sargento en el ejército georgiano.

## Biografía
Nació en la República Socialista Soviética de Georgia en 1986. Su padre, Teimuraz Batirashvili, era cristiano georgiano y su madre, musulmana Kist, un subgrupo checheno de la Garganta de Pankisi del clan Mastoy.
Creció en la aldea cristiana de Birkiani, en Pankisi, una empobrecida región del nordeste de Georgia. Fue uno de los tres hermanos que se convirtieron al islam más tarde, contra los deseos de su padre. Durante su niñez, el padre estaba raramente presente, ya que pasó largos períodos trabajando en Rusia, por lo que los niños fueron educados por su madre.
Batirashvili se convirtió en yihadista después de ser dado de baja del ejército georgiano y sirvió en varios puestos de mando con grupos militantes islamistas que lucharon en la Guerra Civil Siria. Batirashvili fue anteriormente el líder del grupo rebelde Muhajireen Brigade ( Brigada de emigrantes), y su sucesor, Jaish al-Muhajireen wal-Ansar (Ejército de emigrantes y simpatizantes). En 2013, Batirashvili se unió al Estado Islámico y rápidamente se convirtió en un comandante de alto rango en la organización, dirigiendo una serie de batallas y finalmente obteniendo un asiento en el consejo de shura del ISIL.
Batirashvili fue declarado asesinado en numerosas ocasiones. En 2014, hubo informes de que había sido asesinado en varias partes de Siria e Irak en mayo, junio, agosto y octubre, todo lo cual resultó ser falso. El 13 de noviembre de 2014, el líder el presidente de la República de Chechenia Ramzan Kadyrov publicó en su cuenta personal de Instagram que Batirashvili había sido asesinado, y publicó una foto de un hombre con barba de jengibre muerto. Sin embargo, el hombre de la fotografía no era Batirashvili, y Kadyrov luego eliminó la publicación. Antes de que se eliminara la publicación, la declaración fue recogida e informada por muchos medios de comunicación de todo el mundo. El Departamento del Tesoro de EE. UU. Agregó a Batirashvili a su lista de terroristas globales especialmente designados el 24 de septiembre de 2014. El 5 de mayo de 2015, el Programa de Recompensas por la Justicia del Departamento de Estado de EE. UU. anunció una recompensa de hasta US $ 5 millones por información que conduzca a su captura.